# Jag saknar dig
Jag saknar dig är en svensk dramafilm av Anders Grönros och är baserad på Peter Pohls roman Jag saknar dig, jag saknar dig!. Den hade premiär den 19 augusti 2011.

## Handling
Jag saknar dig handlar om Tina och Cilla, två enäggstvillingar i tonåren som bor tillsammans med sin mamma och pappa i en liten stad nära Piteå.  Tina går på fester och dejtar killar medan Cilla ägnar sin tid åt teater. En morgon när de ska springa till skolbussen, på deras mammas födelsedag, blir Cilla påkörd bakifrån av deras kompis Martin. I filmen får man genom Tinas ögon se vardagen hos en flicka som förlorat sin tvillingsyster, och hur Martin genomlider den svåra situationen att ha kört på sin kompis. Filmen visar även deras intresse för skådespeleri.

## Rollista
- Erica Midfjäll – Tina
- Hanna Midfjäll – Cilla
- Birthe Wingren – Katja
- Thomas Hanzon – Albert
- Ludvig Nilsson – Ailu
- Alva From – Sandra
- Agnes Blåsjö – Frida
- Einar Bredefeldt – Fredde
- Mikael Ersson – Martin
- Tom Ljungman – Stefan
- Ola Rapace – kuratorn George
- Basia Frydman – farmor
- Måns Herngren – regissör
- Filip Tallhamn – musikproducent
- Olivia Flodin – Lisa
- Erland Löfgren – Tobbe
- Anders Hedberg – mannen
- Tove Olsson – lägerledare
- Olov Häggmark – syster Björn
- Monica Goossens – sjuksköterska
- Kristian Täljeblad – Kristian
- André Eriksson – André
- Mikael Odhag – lärare
- Maja Stenvall – Maja
- Sanna Eriksson – Sanna

## Filmmusik
Två relativt nystartade band (2011) står för musiken i filmen. Gravitonas, som är Alexander Bards projekt och AiluCrash med Ludvig Nilsson som frontfigur. Nilsson spelade en av rollerna, Ailu. Samtliga låtar från filmen finns på Spotify och Itunes, under albumet Jag saknar dig.

## Mottagande
Jag saknar dig sågs av 96 926 svenska biobesökare 2011 och blev därmed den tionde mest sedda svenska filmen det året.